# Трутнов
Тру́тнов (чеськ. Trutnov, нім. Trautenau) — місто в Краловоградецькому краю Чехії, на річці Упі, у підніжжя гірського масиву Крконоше.

## Історія
Трутнов розташований на місці слов'янського поселення, названого за річкою Упа; перша письмова згадка — від 1260 року. Для того, щоб розвивати сільські території, король Богемії Вацлав I надав німецьким поселенцям право заснувати місто на місці наявного поселення. Перша згадка німецької назви Trautenau, з якої утворена сучасна чеська назва міста Трутнов, була у документі короля Вацлава II 1301 року.
З кінця 14-го сторіччя, Трутнов входив до приданого королеви Богемії. Його міцні захисні споруди боронили від всіх ворогів, крім завоювання Яном Жижкою під час Гуситських воєн у 1421 році та облог шведів під час Тридцятирічної війни у 1642 та 1647 роках. Біля нього також розгорталась 1866 року Битва при Трутнові під час Австро-прусської війни.
Століттями основним заняттям та джерелом доходу було сільське господарство, але у 19-ст. почався розвиток промисловості у місті. 1823 року Йоганнес Фалтіс побудував полотняну мануфактуру і ткацьку фабрику бавовни. Текстиль і досі лишається важливою частиною економіки міста.
Німці залишались етнічною більшістю міста до їх вигнання 1945 року, після чого населення міста різко зменшилось.
З 1990 року у місті проводиться щорічний музичний фестиваль на відкритому повітрі «Trutnov Open Air Music Festival».

## Уродженці
- Самуель Фрітц (1654–1730) — єзуїтський місіонер, який перший створив відносно точну карту річки Амазонка 1707 року.
- Ян Блажек — чеський футболіст.
- Їржі Шебанек (1930-2007) — чеський сценарист і письменник.

## Міста-побратими
Трутнов є побратимом таких міст:
- Каменна Ґура, Польща
- Кемпно, Польща
- Лофельден, Німеччина
- Вюрцбург, Німеччина
- Сеніца, Словаччина
- Стшелін, Польща
- Свідниця, Польща